# كورتينك
كورتينك هي رقصة شعبية مجريَّة نَشأت في مُقاطعة نيترا، حاليًا في سلوفاكيا.